# Офицеры Генерального штаба
Офицеры Генерального Штаба — категория офицеров (в том числе и высших — генералов) вооруженных сил, причисленных к Генеральному штабу и переведенных в Генеральный штаб.

## История
В Русской Императорской армии в последней трети XIX века — начале XX века таковыми считались офицеры, окончившие полный курс Николаевской Академии Генерального штаба, причисленные к Генеральному штабу и затем переведенные в Генеральный штаб (то есть имевшие право со временем получить должность по Генеральному штабу).
Однако это не означало, что они все служили в главном штабе всей армии в столице — службу они проходили непосредственно в тех формированиях, куда были откомандированы после окончания Академии, в основном в штабах частей и соединений. При этом они числились в списках чинов как по Генеральному штабу, так и по тому роду оружия (роду войск), где служили непосредственно.
К наименованию чина офицеров после причисления к Генеральному штабу добавлялось наименование последнего, например: «Генерального Штаба капитан», «Генерального Штаба полковник»  которое сохранялось и при повышении в чинах, на всё время состояния в списках Генерального штаба, например, Генерального Штаба генерал от инфантерии, Генерал от кавалерии по генеральному штабу, и так далее.
В штабах (от военно-окружных — с 1864 года до дивизионных), а также управлениях отдельных бригад, крепостей имелись специальные должности, которые должны были замещаться только чинами Генерального штаба.